# Nello Pazzafini
Nello Pazzafini (Roma, 15 de maio de 1933 - Roma, 27 de novembro de 1997) foi um ator italiano que apareceu em muitos Filmes épicos e Western spaghetti. 

## Filmografia
- I promessi sposi ,  (1989)
- Miami Cops , (1989)
- La Piovra 4 ,  (1989)
- Big Man - 395 dollari l'oncia , (1988)
- La vendetta , (1988)
- Sicilian Connection ,  (1987) (como Giovanni Pazzafini)
- The Barbarians ,  (1987)
- Il Bi e il Ba ,  (1985) Criminale
- Non c'è due senza quattro (1984)
- Le Bon roi Dagobert (1984)
- Ator l'invincibile 2 (1984) (como Ned Steinberg)
- L'alcova (1984)
- Endgame - Bronx lotta finale (1983) (como Nat Williams)
- Il mondo di Yor (1983)
- La guerra del ferro - Ironmaster, dirigido por Umberto Lenzi (1983)
- Ator l'invincibile (1982) (come Nat Williams)
- Bomber (1982)
- Banana Joe (1982)
- Le Cadeau (1982)
- Amiche mie (1982)
- Giovani, belle... probabilmente ricche (1982)
- She (1982)
- Vieni avanti cretino (1982) (sig. Gargiulo)
- La nouvelle malle des Indes (1981)
- Napoli, Palermo, New York - Il triangolo della camorra (1981)
- Il cappotto di legno (1981)
- La salamandra (1981)
- Il vizietto II (1981)
- Luca il contrabbandiere (1980) (como Giovanni Pazzafini)
- La città delle donne (1980)
- L'uomo puma (1980)
- Una vacanza bestiale (1980)
- La liceale nella classe dei ripetenti (1979)
- Assassinio sul Tevere (1979)
- Riavanti... Marsch! (1979)
- Sabato, domenica e venerdì (1979) (como Giovanni Pazzafini)
- Squadra antigangsters (1979)
- Un poliziotto scomodo (1978)
- La banda del gobbo (1978)
- L'ultimo guappo (1978)
- Un uomo in ginocchio (1978)
- Clouzot & C. contro Borsalino & C. (1977)
- La belva col mitra (1977)
- Napoli si ribella (1977)
- La banda del trucido (1977)
- Il figlio dello sceicco (1977)
- Italia: ultimo atto? (1977)
- Mannaja (1977)
- La polizia è sconfitta (1977)
- Il conto è chiuso (1976)
- I padroni della città (1976)
- Squadra antifurto (1976)
- 40 gradi all'ombra del lenzuolo (1976) (como Giovanni Pazzafini)
- Africa Express (1975) (como Giovanni Pazzafini)
- San Pasquale Baylonne protettore delle donne (1976)
- La madama (1976)
- L'adolescente (1976)
- Italia a mano armata (1976)
- Sangue di sbirro (1976)
- Il secondo tragico Fantozzi (1976)
- Vento, vento, portali via con te (1976)
- La tigre venuta dal fiume Kwai (1975)
- Il lupo dei mari (1975)
- L'uomo della strada fa giustizia (1975)
- Fantozzi (1975) (como Giovanni Pazzafini)
- Superuomini, superdonne, superbotte (1975)
- Carambola, filotto... tutti in buca (1975)
- Colpo in canna (1975)
- La poliziotta fa carriera (1975)
- Lo sgarbo (1975)
- Simone e Matteo un gioco da ragazzi (1975) (come Giovanni Pazzafini)
- Il vangelo secondo Simone e Matteo (1975)
- Milano odia: la polizia non può sparare (1974)
- Storia de fratelli e de cortelli (1974)
- Di Tresette ce n'è uno, tutti gli altri son nessuno (1974)
- La spacconata (1974)
- Ci risiamo, vero Provvidenza? (1973)
- Piedone lo sbirro (1973)
- Il consigliori (1973)
- Giovannona Coscialunga disonorata con onore (1973)
- Si può essere più bastardi dell'ispettore Cliff? (1973) (como Red Carter)
- Dio, sei proprio un padreterno! (1973)
- Elena sì, ma... di Troia (1973) (como Giovanni Pazzafini)
- Lo chiamavano Tresette... giocava sempre col morto (1973)
- Il maschio ruspante (1973)
- La polizia incrimina, la legge assolve (1973)
- Troppo rischio per un uomo solo (1973)
- Una vita lunga un giorno (1973)
- Alleluja e Sartana figli di... Dio (1972)
- Trinità e Sartana figli di..., dirigido por Mario Siciliano (1972)
- Poppea, una prostituta al servizio dell'impero (1972)
- ...e alla fine lo chiamarono Jerusalem l'implacabile (1972)
- Girolimoni, il mostro di Roma (1972)
- Il West ti va stretto, amico... è arrivato Alleluja (1972) (como Giovanni Pazzafini)
- Si può fare... amigo (1972)
- Boccaccio (1972)
- Sette orchidee macchiate di rosso (1972)
- Amico, stammi lontano almeno un palmo (1972) (como Giovanni Pazzafini)
- La spada normanna (1972)
- Padella calibro 38 (1972)
- Confessione di un commissario di polizia al procuratore della repubblica (1971)
- Quel maledetto giorno della resa dei conti (1971)
- L'uomo dagli occhi di ghiaccio (1971)
- Gli fumavano le Colt... lo chiamavano Camposanto (1971)
- Uomo avvisato, mezzo ammazzato... parola di Spirito Santo, dirigido por Giuliano Carnimeo (1971)
- C'è Sartana... vendi la pistola e comprati la bara (1970)
- L'arciere di Sherwood (1970)
- Zenabel (1969)
- La legge dei gangsters (1969) (como Giovanni Pazzafini)
- Cinque figli di cane (1969)
- La morte sull'alta collina (1969)
- La battaglia di El Alamein (1969)
- Le calde notti di Poppea, dirigido por Guido Malatesta (1969)
- Colpo rovente (1969)
- Joe... cercati un posto per morire! (1968) (come Ted Carter)
- Sette pistole per un massacro (1968)
- Vivo per la tua morte (1968) (como Ted Carter)
- Le dolci signore (1968)
- Carogne si nasce, dirigido por Alfonso Brescia (1968)
- Corri uomo corri (1968)
- Il pistolero segnato da Dio (1968)
- Winchester, (1968)
- Faccia a faccia (1967)
- La morte non conta i dollari (1967)
- Asso di picche operazione controspionaggio (1967)
- Wanted (1967)
- Il raggio infernale (1967) (como Ted Carter)
- I giorni della violenza (1967)
- Killer calibro 32 (1967) (como Red Carter)
- La resa dei conti (1967)
- Un milione di dollari per sette assassini, dirijido por Umberto Lenzi (1966)
- Per pochi dollari ancora (1966) (como Red Carter)
- Zorro il ribelle, dirigido por Piero Pierotti (1966)
- Arizona Colt (1966)
- Agente 3S3, massacro al sole (1966)
- A Man Could Get Killed (1966)
- New York chiama Superdrago (1966)
- Adiós gringo (1965) (como Ted Carter)
- Mission spéciale à Caracas (1965)
- Un dollaro bucato (1965) (como Peter Surtess)
- Il mistero dell'isola maledetta (1965) (como Ted Carter)
- I predoni del Sahara, dirigido por Guido Malatesta (1965)
- Slalom (1965)
- Maciste il vendicatore dei Mayas, dirijido por Guido Malatesta (1965)
- La vendetta di Spartacus, dirigido por Michele Lupo (1964) (como Giovanni Pazzafini)
- Il magnifico gladiatore (1964)
- Coriolano: eroe senza patria (1964)
- Gli schiavi più forti del mondo (1964)
- Il leone di Tebe (1964)
- L'ultimo gladiatore (1964)
- Sandok, il Maciste della giungla (1964)
- Maciste alla corte dello Zar (1964)
- I due gladiatori (1964) (como Giovanni Pazzafini)
- Ercole contro Roma (1964)
- Golia alla conquista di Bagdad, dirigido por Domenico Paolella (1965)
- Golia e il cavaliere mascherato (1964)
- Gli invincibili tre, dirigido por Gianfranco Parolini (1964)
- I lunghi capelli della morte (1964) (como John Carey)
- Maciste gladiatore di Sparta (1964)
- I magnifici Brutos del West (1964)
- Sansone contro il corsaro nero, dirigido por Luigi Capuano (1964)
- Zorikan lo sterminatore, dirigido por Roberto Mauri (1964)
- Maciste l'eroe più grande del mondo (1963)
- Zorro contro Maciste (1963)
- L'invincibile cavaliere mascherato, dirigido por Umberto Lenzi (1963)
- Ercole contro Molock (1963)
- Sansone contro i pirati, dirigido por Tanio Boccia (1963)
- Ursus, il gladiatore ribelle (1963)
- Il trionfo di Robin Hood (1962)
- Maciste contro i mostri (1962)
- Il gladiatore di Roma (1962)
- La guerra di Troia, dirigido por Giorgio Ferroni (1961)
- Il colosso di Rodi (1961)
- Goliath contro i giganti, dirigido por Guido Malatesta (1961)
- Il cavaliere dai cento volti (1960)
- Terrore della maschera rossa (1960)
- Maciste contro i cacciatori di teste (1960)
- La strada dei giganti (1960)
- La vendetta dei barbari (1960)
- Il figlio del corsaro rosso, dirigido por Primo Zeglio (1959)
- Il nemico di mia moglie (1959)
- Afrodite, dea dell'amore, dirigido por Mario Bonnard (1958)